# نهائي كوبا ليبرتادوريس 1985
نهائي كوبا ليبرتادوريس دي أمريكا عام 1985 كان النهائي الذي تنافس عليه النادي الأرجنتيني أرجنتينوس جونيورز والكولومبي أمريكا دي كالي. أقيمت مباراة الذهاب في 17 أكتوبر في ملعب إل مونومنتال ، وأقيمت مباراة الإياب في 22 أكتوبر في ملعب باسكال غيريرو، والمباراة الفاصلة في 24 أكتوبر في ملعب ديفنسوريس دل تشاكو.
بعد أن ربح كلا الفريقين مباراة واحدة لكل منهما (بنفس النتيجة ، 1-0)، توج أرجنتينوس جونيورز أخيرًا بطلاً في المباراة الفاصلة التي أقيمت في أسونسيون. هزم الفريق الأرجنتيني أمريكا 5-4 بركلات الترجيح ، وبالتالي فاز بأول لقب له في كوبا ليبرتادوريس.

## الفرق المتأهلة
| فريق              | مشاركات سابقة |
| ----------------- | ------------- |
| أرجنتينوس جونيورز | -             |
| أمريكا دي كالي    | -             |